# Curry Rivel
Pour les articles homonymes, voir Rivel.
Curry Rivel est un village du district de South Somerset dans le Somerset, en Angleterre (Royaume-Uni).
Le village est jumelé avec la commune française de Chevilly (Loiret).